# كاليب ميلر
كاليب ميلر (بالإنجليزية: Caleb Miller)‏ هو لاعب كرة قدم أمريكية أمريكي، ولد في 3 سبتمبر 1980 في سيغوين في الولايات المتحدة.

## وصلات خارجية
- كاليب ميلر على موقع مرجع كرة القدم المحترفة.كوم (الإنجليزية)